# Liana Flores
Pour les articles homonymes, voir Flores.
Liana Flores est une auteure-compositrice-interprète anglo-brésilienne  vivant à Londres, en Angleterre,.

## Biographie

### Origines, enfance et vie privée
Liana Flores est née et a grandi dans le South Norfolk, en Angleterre, d'un père anglais et d'une mère brésilienne dont elle ne parle pas couramment la langue, ce qu'elle évoque dans sa chanson Mother Tongue. Elle fait un voyage avec sa famille en 2019 à Rio de Janeiro,.
Ornithophile, elle habite à Londres depuis 2022, mais rentre régulièrement chez elle pour « profiter des vastes espaces où [elle] a grandi », où elle aime à se promener, regarder les oiseaux et ramasser des cailloux, notamment au bord de la mer. Elle se considère comme introvertie et dit se perdre souvent dans la composition musicale.

### Formation
Elle reçoit d'abord une formation de piano, mais lui préfère vite la guitare.
Elle fait des études de biologie à la faculté dont elle sort diplômée, puis décide de se consacrer à la musique.

## Carrière
Liana Flores commence sa carrière avec un premier EP « The Water's Fine! » en juin 2018. Son deuxième EP « Recently » suit en avril 2019.
Elle doit grandement sa popularité à sa chanson « Rises the Moon » qui devient vite virale sur l'application TikTok.
En 2024, Liana Flores signe un contrat avec le label américain Verve Records, et en mai de la même année, elle annonce son intention de sortir son premier album, « Flower of the Soul », qui sort 28 juin 2024, sous la direction de Noah Georgeson, superviseur des albums de Devendra Banhart,,,.
Elle a participé au festival All Points East à Londres le 18 août 2024, au Constellation Room à Santa Ana le 5 septembre, au Troubadour le 9 septembre 2024 à Los Angeles, Pitchfork à Paris le 5 novembre 2024, et Botanique le 8 novembre 2024,,,.
Elle a fait une deux tournées en Angleterre, en 2022 et 2023, et elle est en tournée du 11 novembre 2024 au 27 février 2025 en Allemagne, au Japon, à Singapour, aux Pays-Bas et en Espagne,.
Sa chanson Butterflies, issue de son album Flower of the Soul est diffusée le 28 août 2024 sur France Inter.

## Influences
Parmi ces influences, Liana Flores cite Vashti Bunyan et Caetano Veloso. Elle mentionne également que ses inspirations musicales viennent généralement de la bossa nova et des disques de folk de la collection de CD de sa mère,.
Elle décrit son genre musical comme à la croisée de la bossa nova, du jazz et de la folk psychédélique des années 1960-70.

## Galerie
Liana Flores – Wikimedia Commons